# Gerson Lázaro da Silva
Gerson Lázaro da Silva (Río de Janeiro, Brasil, 7 de agosto de 1985) es un futbolista brasileño que se desempeña como guardameta y actualmente milita en el Boa Esporte Clube del Campeonato Brasileño de Serie B.

## Clubes
| Club              | País       | Año                   |
| ----------------- | ---------- | --------------------- |
| Francana          | Brasil     | 2007 - 2008           |
| Vitória           | Brasil     | 2009                  |
| América           | Brasil     | 2010                  |
| Boa Esporte       | Brasil     | 2011 - Ene 2012       |
| Limón Fútbol Club | Costa Rica | Ene 2012 - actualidad |